# Newport, Indiana
Newport är administrativ huvudort i Vermillion County i Indiana. Orten har fått sitt namn efter Newport i Delaware. Enligt 2010 års folkräkning hade orten 515 invånare.